# Jamie Miller
Jamie Miller (Cardiff, Wales, 9 september 1997) is een Britse popzanger en songwriter.

## Discografie

### Albums
- 2022: Broken Memories[2]

### Single
- 2020: The City That Never Sleeps[3]
- 2020: All I Want for Christmas Is You
- 2020: Onto Something[4]
- 2021: Hold You 'Til We're Old[5]
- 2021: Here's Your Perfect[6][7][8][9]
- 2021: Running Out of Roses (met Alan Walker)[10]
- 2022: I Lost Myself In Loving You[11][12]
- 2022: Last Call